# Mateo Cañellas
Mateo Cañellas Martorell (Inca, Baleares, 27 de abril de 1972) es un exatleta y político español. Especialista en el mediofondo español, durante un tiempo estuvo considerado el sucesor de Fermín Cacho, si bien la longevidad deportiva de este y la irrupción de atletas como Isaac Viciosa primero y Reyes Estévez después acabaron por ensombrecer su carrera que llegó a su cenit con la consecución de dos medallas de plata en un mundial y en un europeo de pista cubierta. Fue el máximo responsable del deporte del gobierno autonómico balear.

## Trayectoria
La trayectoria de Mateo Cañellas en el atletismo fue corta, si bien brillante mientras duró, tras proclamarse campeón de Europa junior en 1991, su momento culminante llegaría en el mundial de pista cubierta celebrado en Barcelona en 1995 y en el que quedaría segundo tras Hicham El Guerruj, en una durísima final, donde Fermín Cacho solo pudo ser sexto, un resultado inferior a las expectativas esperadas por el atleta soriano. 
Al año siguiente en 1996 Cañellas volvía a sumar una medalla de oro en el Europeo de pista cubierta de Estocolmo, sin embargo, y a pesar de lo que parecía una prometedora carrera al poco tiempo desapareció del circuito internacional. Con solo 26 años decide abandonar la alta competición atlética. Termina dos estudios (en su curriculum aparecen 1 Licenciatura, 5 másteres y un doctorado en curso).
En el 2003 entra en política de la mano de la que fue la cúpula de la federación balear de atletismo.
El 28 de febrero fue detenido por presunta implicación en la Operación Pícnic ligada a UM, partido liderada por otra presunta corrupta, María Antonia Munar, conocida como MAM. Al final resultó ser un "complot" para desviar sobre el exatleta prácticas corruptas realizadas por sus acusadores, denunciándolo ante Juez el mismo Mateo el viernes 29 de mayo de 2015. 

Abandona por completo la política y se dedica a la Gestión Deportiva y al Marketing del Turismo Deportivo. Paralelamente empieza a entrenar atletas de resistencia, formando un grupo de entrenamiento, por lo visto de bastante alto nivel.http://mateocanellas.com/ «El motivo de esta web es porque creo que enseñar es la mejor manera de aprender. Así que busca y pregunta lo que quieras, seguro que de esta manera ambos saldremos muy beneficiados».
Con la llegada de Raúl Chapado a la presidencia de la RFEA es nombrado Responsable de Desarrollo y Tecnificación de la RFEA, Fruto de esa experiencia funda un Club de Atletismo en Palma de Mallorca con una Escuela de Atletismo para niños y niñas asociada. En ella Versa toda su formación, experiencia y análisis que ha ido acumulando a lo largo de sus años y sobre todo en esta etapa final en la RFEA. Ver aquí el Club de Atletismo en Palma de Mallorca de Mateo Cañellas.

## Palmarés
Internacional
- 1995 Mundial Pista cubierta Barcelona	medalla de Plata en 1,500m con una marca de 3:43.13
- 1996 Europeo Pista cubierta Estocolmo medalla de Oro en 1,500m con una marca de 3:44.50
- 1991 Europeo Junior de	Tesalónica medalla de Oro en 1,500m.

Nacional
- 1996 Campeón de España Indoor en 1500 m con una marca de 3:45.99

- Datos: Q984610